# Саранск
Сара́нск (мокш. Саранск ошсь, Саранскяйсь, эрз. Саран ош) — город в России, столица Республики Мордовия и административный центр одноимённого городского округа.
Расположен в центральной части Восточно-Европейской равнины, на Приволжской возвышенности, на обоих берегах реки Инсар (бассейн Волги). Саранск основан в 1641 году. С декабря 1934 года является столицей Мордовской республики (АССР в 1934—1991 годы). За годы советской власти Саранск из торгового города превратился в крупный промышленный центр республики. Население города составляет 309 349 человек (2025 год). Город в 2010-е годы занимал лидирующие места в России по благоустройству. Саранск — научный, культурный и спортивный центр Республики Мордовия.
В 2018 году Саранск стал одним из 11 городов России, принимающих матчи чемпионата мира по футболу.

## Этимология
Профессор Е. М. Поспелов относит происхождение слова к мордовскому гидрониму эрз. сара «большое осоковое болото», «заболоченная пойма». Так получила название небольшая речка Саранка (в XVII в. «Сарлей»), на левом возвышенном берегу которой была основана небольшая крепость-острог «Саранский острожек». Река Саранка, протяжённостью 8 километров, впадает в более значительную реку Инсар, которая имеет своим началом эрз. ине «большой» + эрз. сара «большое осоковое болото». Имя Инсары не было присвоено Саранску из-за того, что эта река протекала на некотором отдалении от крепости — на расстоянии 400 саженей (~850 м). Саранская крепость строилась на берегу речки Саранки, именем её она получила своё название.
Слово «острожек» тесно связано со словами «осторожать» (сторожить, охранять) и «острога» — ограждение старинной деревянной крепости состояло из частокола набитых в землю брёвен, заострённых вверху.
Сокращённое название Саранск получил в 1780 году, находясь в статусе уездного города.

## Физико-географическая характеристика

### Географическое положение
Саранск расположен в центральной части Восточно-Европейской равнины, на Приволжской возвышенности, в лесостепных ландшафтах центральной части бассейна реки Инсар. Связующим звеном местоположения является Саранско-Рузаевский узел, сформировавшийся на пересечении магистральных линий железных дорог и автодорог республиканского и федерального значений. Находится в 230 км к югу от города Нижнего Новгорода. Площадь города составляет 81,478 км².
Саранск расположен в восточной части Республики Мордовия. Расстояние от Москвы по прямой 513 км, по автодороге 642 км. Ближайший региональный центр — Пенза.
Саранск находится в часовой зоне МСК (московское время). Смещение применяемого времени относительно UTC составляет +3:00. В соответствии с применяемым временем и географической долготой средний солнечный полдень в Саранске наступает в 11:59.
| С-З | Москва ~ 640 км. Коломна ~ 540 км. Егорьевск ~ 550 км. Рязань ~ 460 км. Касимов ~ 380 км | Нижний Новгород ~ 280 км. Арзамас ~ 179 км | Казань ~ 444 км. Чебоксары ~ 347 км                      | С-В |
| З   | Ковылкино ~ 99 км. Краснослободск ~ 110 км. Шацк ~ 308 км                                | Роза ветров                                | Ульяновск ~ 228 км. Уфа ~ 863 км. Екатеринбург ~ 1348 км | В   |
| Ю-З | Тамбов ~ 390 км. Воронеж ~ 622 км                                                        | Пенза ~ 119 км. Саратов ~ 348 км           | Тольятти ~ 421 км. Самара ~ 470 км                       | Ю-В |

### Климат
Климат города умеренно континентальный, характеризуется относительно холодной, морозной зимой и умеренно жарким летом.
Самый холодный месяц в году — январь. Зима в Саранске продолжается с начала ноября по конец марта. Сезон охватывает 5 месяцев и характеризуется циклонической деятельностью с зональными перемещениями циклонов. Для этого периода характерны резкие и интенсивные колебания температуры, возникающие из-за активизации атмосферных процессов. Абсолютный температурный минимум был отмечен в январе 1942 года и составил −44,0 °C.
Самый тёплый месяц в году — июль. Лето в Саранске относительно короткое и тёплое. Период со средней суточной температурой выше +15 °C длится обычно 3,5 месяца — с конца мая до начала сентября — и характеризуется ослаблением интенсивности общей циркуляции атмосферы. Этому времени года свойственны влажные циклоны с Атлантики, обуславливающие ливни и грозы. Характерна наибольшая продолжительность солнечного сияния до 10 часов в сутки. Абсолютный температурный максимум был зафиксирован в 2010 году, температура воздуха поднялась до отметки +39,4 °C.
Средняя годовая сумма осадков в Саранске находится на уровне 450—500 мм. Наибольшее количество осадков из всех сезонов выпадает летом, около 180 мм. В 1978 году на 3 летних месяца пришлось 280 мм обильных осадков. Летние осадки обложного характера в Саранске связаны с западными циклонами, проходящими вблизи города. Наименьшее количество осадков обычно приходится на зиму, около 100 мм или менее. Самым сухим стал зимний сезон 1944—1945 гг. В этот период выпало всего 22 мм осадков.
| Показатель                     | Янв.  | Фев.  | Март | Апр. | Май  | Июнь | Июль | Авг. | Сен. | Окт. | Нояб. | Дек. | Год |
| ------------------------------ | ----- | ----- | ---- | ---- | ---- | ---- | ---- | ---- | ---- | ---- | ----- | ---- | --- |
| Средняя температура, °C        | −11,6 | −10,3 | −4,8 | 5,5  | 13,4 | 17,0 | 18,8 | 17,0 | 11,3 | 3,8  | −2,6  | −7,6 | 4,1 |
| Норма осадков, мм              | 30    | 24    | 25   | 32   | 40   | 59   | 74   | 50   | 50   | 46   | 44    | 35   | 509 |
| Источник: Гидрометцентр России |       |       |      |      |      |      |      |      |      |      |       |      |     |

| Показатель                     | Янв. | Фев. | Март | Апр. | Май  | Июнь | Июль | Авг. | Сен. | Окт. | Нояб. | Дек. | Год |
| ------------------------------ | ---- | ---- | ---- | ---- | ---- | ---- | ---- | ---- | ---- | ---- | ----- | ---- | --- |
| Средняя температура, °C        | −9,2 | −9,6 | −4   | 5,9  | 13,4 | 17,5 | 19,5 | 17,4 | 11,6 | 4,9  | −2,9  | −7,8 | 4,7 |
| Норма осадков, мм              | 34   | 26   | 26   | 29   | 37   | 54   | 60   | 52   | 50   | 44   | 40    | 34   | 486 |
| Источник: Гидрометцентр России |      |      |      |      |      |      |      |      |      |      |       |      |     |

| Показатель                    | Янв.  | Фев.  | Март  | Апр.  | Май  | Июнь | Июль | Авг. | Сен. | Окт.  | Нояб. | Дек.  | Год  |
| ----------------------------- | ----- | ----- | ----- | ----- | ---- | ---- | ---- | ---- | ---- | ----- | ----- | ----- | ---- |
| Абсолютный максимум, °C       | 4,9   | 6,2   | 17,8  | 26,2  | 33,9 | 38,2 | 39,0 | 39,4 | 32,5 | 24,6  | 16,3  | 11,2  | 39,4 |
| Средний суточный максимум, °C | −4    | −3,7  | 0,9   | 10,8  | 20,6 | 23,7 | 26,2 | 24,0 | 16,1 | 8,9   | 2,7   | −1,9  | 10,4 |
| Средняя температура, °C       | −9,2  | −9    | −4,1  | 5,9   | 15,6 | 18,1 | 19,9 | 18,4 | 10,5 | 3,4   | −2,3  | −7    | 5,0  |
| Средний суточный минимум, °C  | −13,5 | −13,2 | −8,2  | 0,4   | 10,3 | 13,9 | 16,0 | 14,8 | 5,9  | −0,9  | −6,4  | −11,2 | 0,7  |
| Абсолютный минимум, °C        | −44   | −39,7 | −31,5 | −14,2 | −6   | −2,4 | 4,9  | 3,5  | −4,1 | −14,6 | −29,5 | −36   | −44  |
| Норма осадков, мм             | 24    | 22    | 18    | 20    | 35   | 57   | 60   | 53   | 55   | 53    | 38    | 30    | 465  |
| Источник: Pogodaiklimat.ru    |       |       |       |       |      |      |      |      |      |       |       |       |      |

### Рельеф
Рельеф города определяется его нахождением на Приволжской возвышенности. Основные жилые массивы города находятся в высотном интервале 140—205 м. Средняя высота центра города составляет 150 м над уровнем моря. На приводораздельных пространствах абсолютные высоты достигают 235 м. Бо́льшая часть склонов на территории Саранска ориентирована к долине реки Инсар. Для неё характерны наименьшие отметки высоты (120 м). На усложнение морфологии рельефа влияют долины малых рек Саранки, Тавлы, Пензятки. Характерной чертой рельефа является асимметрия склонов. Наиболее крутыми являются склоны южной и западной экспозиций. Склоны северной и восточной экспозиций в условиях медленного оттаивания и просыхания грунта достигают предельно малой крутизны.

### Геологическое строение
Саранск располагается в лесостепных ландшафтах. В юго-восточной части на окраине распространены возвышенные останцово-водораздельные массивы, сложенные элювием кремнисто-карбонатных пород со светло-серыми и серыми лесными щебнистыми почвами и участками широколиственных лесов. В центральной части эти геокомплексы состоят из волнистых, пологоволнистых поверхностей, сформированных элювиально-делювиальными отложениями терригенных пород с тёмно-серыми лесными почвами и оподзоленными чернозёмами. Это связано с тем, что в Инсар впадают реки Тавла и Саранка. Площадь водосбора Инсара в створе Саранска составляет 1 610 км². Средний многолетний годовой сток Инсара в створе Саранска составляет 7,9 м³/с. На нижних участках склонов и в долине Инсара под луговыми степями на делювии терригенных пород сформировались оподзоленные, выщелоченные и луговые чернозёмы.
Город находится в области распространения траппов девонского возраста. Геологическая среда на территории города слагается каменноугольными (известняки и доломиты с прослоями ангидритов, глин, аргиллитов и мергелей), юрскими (глины, глинистые пески с прослоями и линзами песчаников, алевролитов), меловыми (песчанистые глины, алевролиты, алевриты, пески, песчаники, опоки) и четвертичными отложениями. Широкое распространение на территории города имеют современные техногенные отложения — насыпные грунты мощностью до 7,7 м. Преобладают суглинки, в которых содержится разное количество строительного мусора.

### Растительность
На территории городского округа господствующее положение занимают вторичные лиственные леса. Преимущественно черешчатый дуб, но также широко встречаются липа мелколистная, ясень обыкновенный, клён остролистный, реже — вяз гладкий, вяз шершавый, клён полевой. Подлесок состоит из бересклета бородавчатого, орешника, крушины ломкой, черёмухи, рябины. Близ опушек встречаются жостер слабительный, яблоня лесная, вишня степная. Берёза встречается изредка, отдельными деревьями. Леса Саранска характеризуются значительным остепнением и богатым флористическим составом. На осветлённых участках произрастают многие южные виды. Встречаются кустарники: тёрн, спирея городчатая. Среди травянистой растительности распространены кострец береговой, тимофеевка степная, овсец опушённый, горошек тонколистный, шалфей степной, тимьян Маршалла и другие.

## История

### Основание города и XVII век

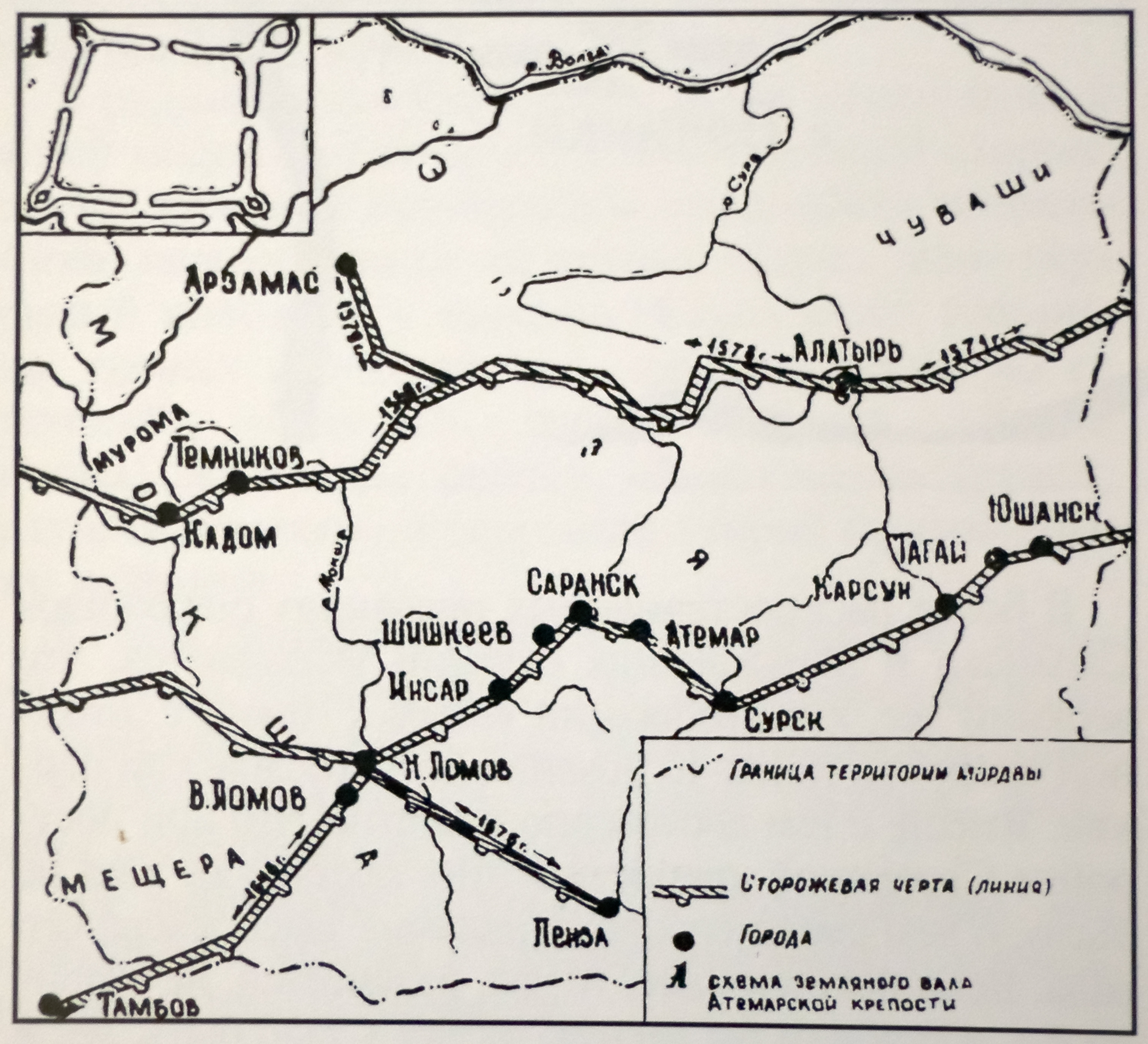
Сторожевые черты Мордовского края

Саранск был основан в 1641 году как небольшая деревянная крепость на юго-восточной окраине Русского царства на Симбирской засечной черте. Её основателем и первым воеводой стал Савелий Иванович Козловский. Засечная линия состояла из надёжных лесных засек, была наименее трудоёмким видом укреплений и служила защитой от грабительских набегов из Крыма, Причерноморья, Северного Кавказа.
Крепость носила название Саранский острожек. Она входила в состав Атемарско-Саранской засечной черты. В неё входили также Атемарская, Инзерская и Шишкеевская крепости. Их лесные заграждения составляли 82 % от общей протяжённости линии. В составе остальных 18 % — безлесные участки, сформированные из земляных валов и различных видов деревянных укреплений. Саранская крепость подчинялась Атемарской крепости, хотя по размерам занимаемой территории, вооружению и количеству состава гарнизона была изначально ей равна. Две другие крепости — Шишкеевская или Инзерская — были значительно меньшими. Кроме того, Саранская крепость была поставлена в районе важного узла дорог — Крымской (из Крыма в Казань) и Московской (из Прикаспийских степей в Москву). Для контроля над этим узлом требовались значительные крепостные сооружения.
Наиболее раннее описание крепости относится к 1703 году. Она состояла из мощных стен из дубовых брёвен, имела почти квадратную форму. Северная и южная её стороны имели протяжённость сто десять саженей (~230 м), восточная и западная — сто двадцать пять саженей (~270 м). По углам стояли четыре шестиугольные башни высотой до 16 метров, диаметром до 8 метров, с площадками для установки пушек. Ещё четыре квадратные башни располагались посередине стен. Девятая башня стояла в центре города (на случай, если противник прорвётся внутрь), в ней хранились боеприпасы. Со всех сторон крепость была окружена земляным валом, с наружной стороны которого были выкопаны рвы глубиной до двух сажень (~4 м). 
На валу стоял острог, т. е. деревянное ограждение крепости снаружи, представляющее собой частокол из брёвен. К острогу изнутри примыкали деревянные крепостные стены с приспособлениями для обороны крепости, для ходьбы по ним и для подачи на них вооружения. Речка Саранка протекала внутри крепости как будто «сквозь», а пруд внутри крепости был водохранилищем на случай осады гарнизона и пожара. Через северную и южную квадратные башни проходила Крымско-Казанская дорога.
Внутри крепости располагались Знаменская соборная церковь, двор первого саранского воеводы Савелия Козловского, приказная изба (воеводское управление), казённые амбары с провиантом и вооружением, винный погреб, конские стойла, тюрьма, срубы для размещения окрестных мирных жителей в случае осады. Строения были деревянные, покрытые лубком, а окна небольшие — слюдяные. Постоянное поместье внутри крепости имел только воевода и ещё несколько человек, принадлежавших к представителям привилегированных социальных групп. Снаружи крепости, вокруг неё, располагались слободы, населённые гарнизоном и посадскими людьми.
Первыми жителями крепости были казаки, стрельцы и пушкари, переведённые в неё из ближайших городов. Во главе них стояли головы, пятидесятники и десятники, которые выбирались и назначались, как правило, на год. В обязанности гарнизона входило: стоять на страже прилегающей сторожевой засечной черты, держать наготове вооружение, содержать в порядке крепостные стены и высылать сторожей и станичников на проведывание прилегающей территории (как вдоль черты, так и в степь). В расположении гарнизона имелись железные и медные пушки, затинные и стрелецкие пищали, мушкеты, карабины. Пороховой заряд хранился в амбарах и погребах.
С 50-х годов XVII века крепость стала именоваться не только острогом, но и городом. Так она именовалась вплоть до XIX века и кремлём. В 1651 году Саранск стал городом и административным центром Саранского уезда. К концу XVII века население города составляло более 4 тысяч человек. Наряду со слободским появилось уличное деление города.
Осенью 1670 года город захватил один из отрядов Степана Разина под предводительством Михаила Харитонова. Город на некоторое время стал опорным пунктом, снабжавшим войска Разина продовольствием, фуражом и оружием. В декабре того же года царские войска после неоднократных попыток штурма овладели Саранском, войска Разина были вынуждены оставить город.
Земляное основание Саранской крепости начало стираться в конце XVIII века и почти полностью исчезло в XIX столетии в связи с интенсивной застройкой центра города.

### С XVIII по XX век

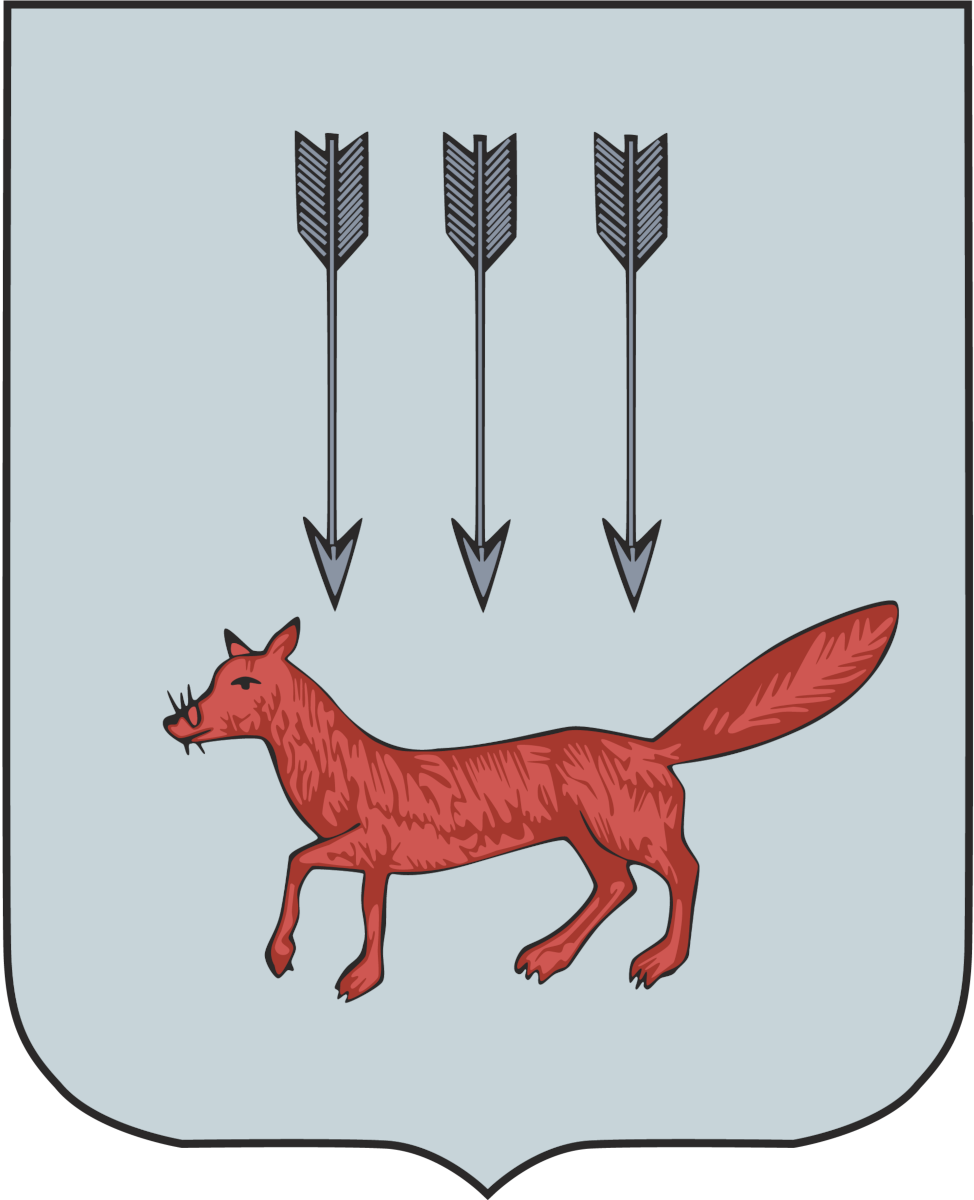
Герб (1781 г.)

В 1708 году в царствование Петра I Великого воеводское управление было заменено губернаторским, а территория Русского царства была разделена на 8 крупных губерний. Саранск был приписан вначале к Азовской губернии, однако уже в 1711 году был отнесён к Казанской. В 1719 году была проведена реформа, направленная на разукрупнение слабо управляемых огромных территорий — губернии были разделены на провинции. Саранск вошёл в состав Пензенской провинции Казанской губернии.
К началу XVIII века Саранск практически утратил своё военное значение. Деревянная крепость сильно обветшала и осматривавшие её военные чиновники отмечали, что все её сооружения требуют основательного ремонта. Саранск постепенно стал ремесленным и торговым городом (основные предметы производства и сбыта — зерно, пенька, древесина, кожа, мясо, мёд). Этому благоприятствовало выгодное географическое положение — город расположился на перекрёстке больших гужевых трактов, соединявших Астрахань с Москвой, Крым с Казанью.
Памятным историческим событием XVIII века стало пребывание в городе в июле 1774 года предводителя Крестьянской войны в России 1773—1775 гг. Емельяна Пугачёва. 26 июля представитель повстанцев яицкий казачий атаман Ф. Ф. Чумаков прибыл в город с 30 верховыми казаками и привёз указ, предписывающий подготовить достойную встречу «государю Петру III» (за которого выдавал себя Пугачёв). На следующий день народ, а также городская знать во главе с архимандритом местного монастыря на берегу Инсара встретили войско Пугачёва, подъезжавшего к городу со стороны Инзерского острога, с крестом и хлебом-солью. После торжественного молебна жители города были приведены к присяге на верность «государю». Во время пребывания в Саранске Пугачёв издал манифест о даровании вольности крестьянам, приказал выпустить из городской тюрьмы арестантов из числа крестьян, дворовых и работных людей, а также раздал беднейшему населению соль и зерно из городских амбаров. Проводились заседания военной коллегии, были казнены многие дворяне, чиновники, купцы и служители церкви. Утром 30 июля 1774 года войско Пугачёва покинуло Саранск, направившись в сторону Пензы. Через день в Саранск вступил с отрядом царских карательных войск граф Меллин и арестовал назначенного Пугачёвым воеводу Саранска, встречавших Пугачёва представителей духовенства и других лиц, «замешанных в возмущении».
В 1785 году Екатерина II утвердила новый план застройки Саранска, слободы заменялись на прямоугольную уличную сеть с кварталами и площадями.

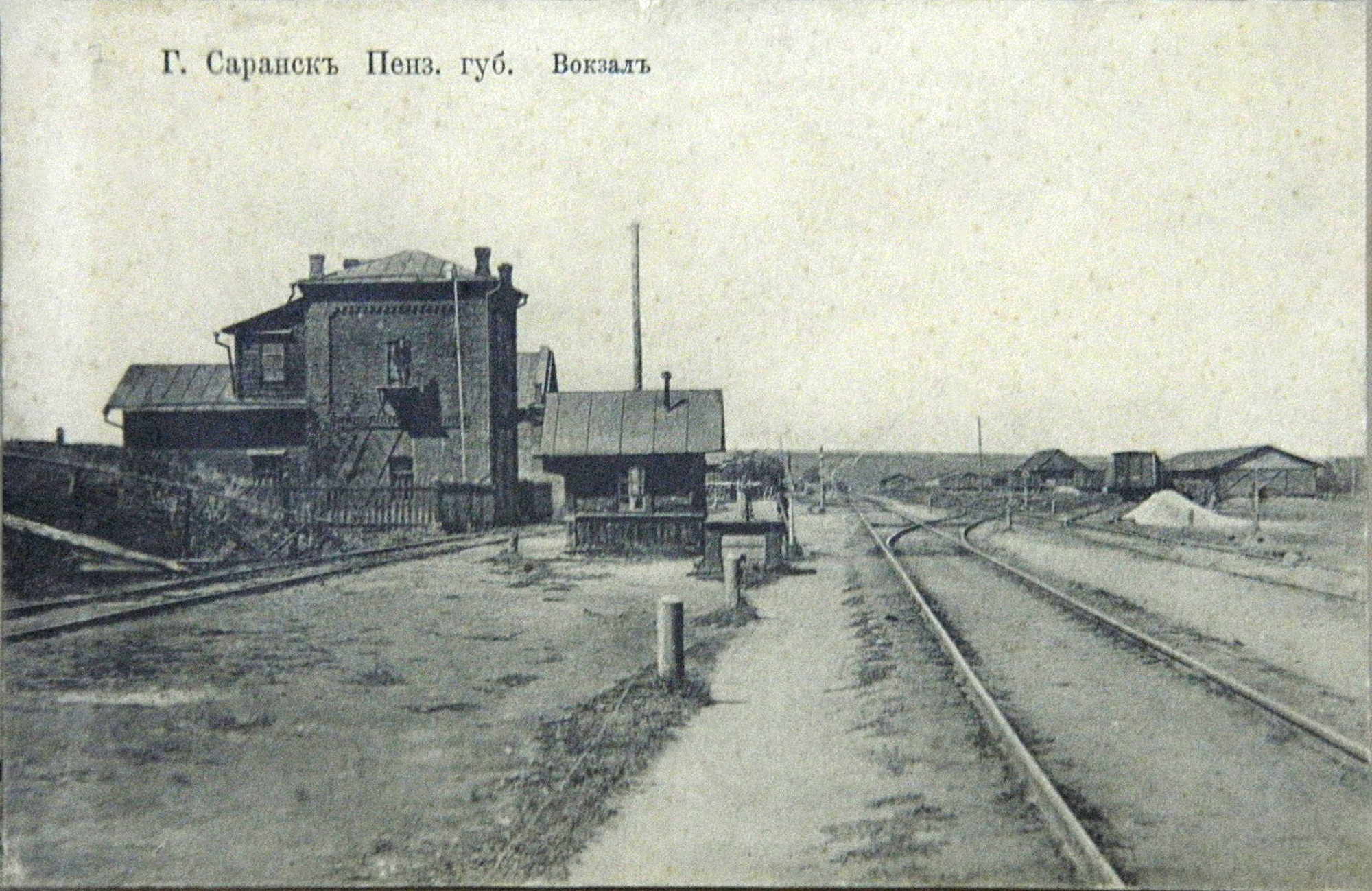
Первая станция (1893)

В 1780 году Саранск вошёл в состав Пензенской губернии. В 1797 году отнесён к Симбирской губернии. К началу XIX века население Саранска достигло 7,4 тыс. человек.
В сентябре 1801 года Саранск вновь вошёл в состав Пензенской губернии.
В начале Отечественной войны 1812 года в Саранском уезде формировался один из отрядов народного ополчения, вошедший в состав 1-го пехотного полка. Когда ополченцев стали приводить к присяге, в Саранске и Инсаре вспыхнуло восстание, в котором участвовало около 5 тысяч человек. Ополченцы из числа крестьян требовали, чтобы их и их семьи освободили от крепостной зависимости, так как они идут проливать кровь за отечество. Восстание было жестоко подавлено. Полк вышел в поход в начале 1813 года, он участвовал в освобождении от французских войск таких городов, как Дрезден, Магдебург и Гамбург.

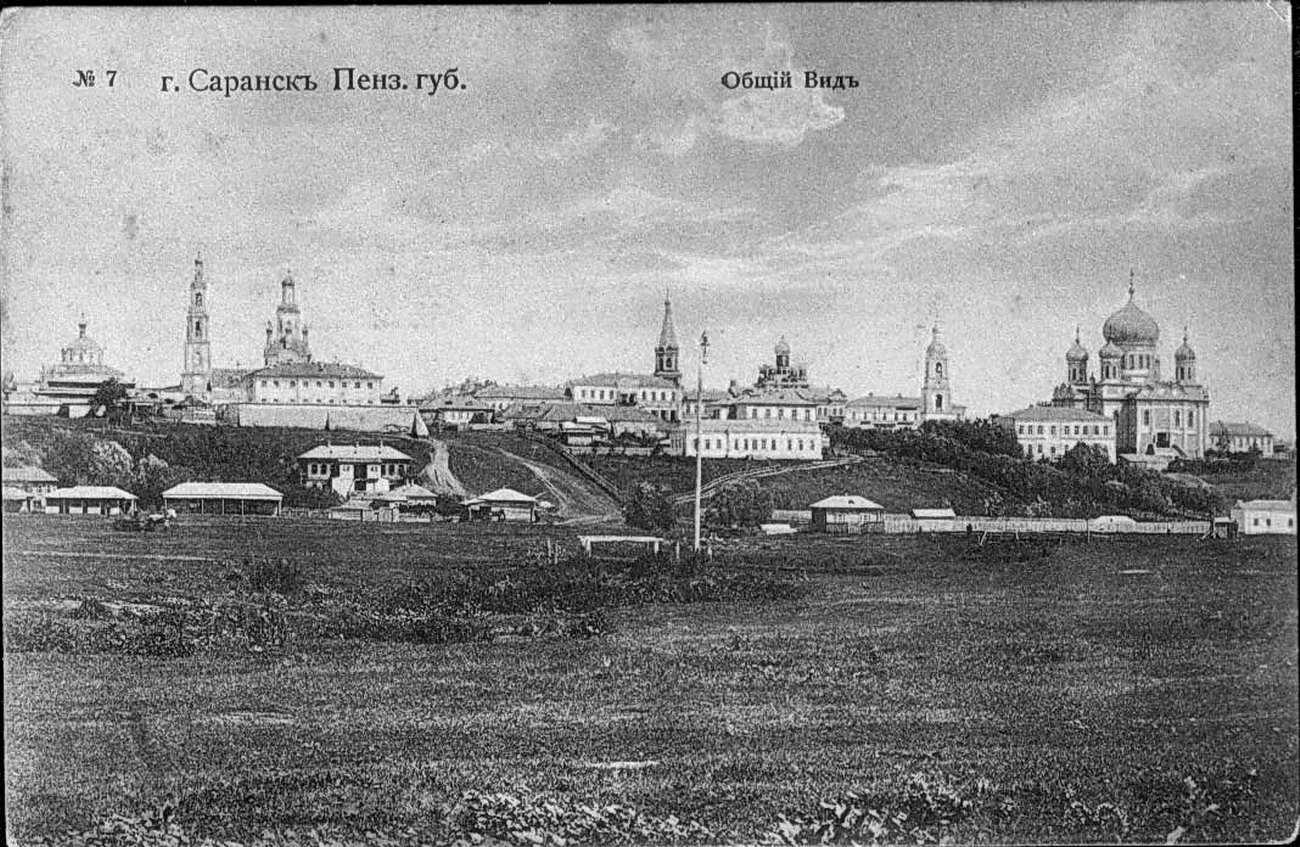
Общий вид (1900—1915)

В конце XIX века через Саранск прошла линия Московско-Казанской железной дороги (железнодорожная станция начала работать в 1893 году), что оживило экономическую и политическую жизнь края. Тем не менее, крупным промышленным центром город так и не стал, экономика его оставалась мелкотоварной с преобладанием сельскохозяйственного сектора.
В XIX веке в Саранске появились живописная школа К. А. Макарова (1828), городской банк (1844), первая небольшая электростанция (1886), платная публичная библиотека (1893), бесплатная народная библиотека (1899). В городе к концу века было 10 учебных заведений. Население составляло более 14 тыс. человек.
В 1817, 1852 и 1869 годах произошли три крупных пожара, в каждом из которых огнём было уничтожено несколько сотен домов. Город быстро отстраивался заново, однако в его застройке деревянные здания преобладали вплоть до середины XX века.
В 1893 году, с началом движения железнодорожных составов через саранскую станцию, было построено первое здание саранского железнодорожного вокзала.
В начале XX века в Саранске, как и по всей России, активизировалось рабочее движение. В городе проходили стачки и забастовки, возникали нелегальные рабочие кружки. В июле 1906 года произошло восстание, в котором участвовало около 200 человек, оно было подавлено полицией.
В 1904 году городской интеллигенцией основано общество любителей изящных искусств, внёсшее значительный вклад в культурную жизнь города. Члены общества вели культурно-просветительную работу, ставили благотворительные спектакли, по их инициативе в 1914 году был открыт первый общественный кинотеатр при городском парке (существовавшие в городе ранее несколько кинотеатров были в частном владении).

### Советский период

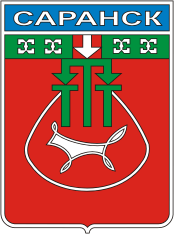
Герб (1967 г.)

3 марта (по старому стилю) 1917 года, после отречения Николая II, в Саранске прекратили действие органы царской администрации, власть перешла к временному исполнительному комитету под председательством городского головы. Весной этого же года в городе были созданы советы рабочих и солдатских депутатов, совет крестьянских депутатов. 8 декабря 1917 года в городе была установлена советская власть.
В годы гражданской войны Саранск был одним из центров формирования воинских частей Красной Армии, в городе работал мобилизационный отдел 1-й армии Восточного фронта. C апреля по август 1919 года, во время наступления армии Колчака, в Саранск был эвакуирован Башкирский военно-революционный комитет.
Война привела к голоду, безработице, падению производства. Многие предприятия Саранска долго не работали из-за отсутствия топлива и сырья. Но даже в такое тяжёлое для города время культурная жизнь города продолжалась: были открыты дом работников просвещения, рабочий клуб, в 1918 году основан краеведческий музей.
К 1927 году была восстановлена большая часть имевшихся предприятий и мастерских, а также создано несколько новых предприятий. В 1930-е годы началась коренная перестройка города. К 1935 году 45 улиц были обеспечены электричеством. С 1927 по 1940 годы выпуск промышленной продукции в Саранске возрос более чем в 50 раз. Развивалось здравоохранение, образование, культура. В 1930 году начала вещание на русском и мордовских языках радиостанция.
С 16 июля 1928 года Саранск стал центром Мордовского округа в составе Средне-Волжской области, 10 января 1930 года — центром Мордовской автономной области, а с 20 декабря 1934 года — столицей Мордовской АССР.
В годы Великой Отечественной войны в Саранске формировалась 326-я стрелковая Рославльская Краснознамённая дивизия. Предприятия города производили продовольствие, боеприпасы, обмундирование, транспортные средства для армии. Многие предприятия и учреждения были переоборудованы под эвакогоспитали для раненых бойцов. В 1941 году начал работать механический завод, в 1944 году в Саранск из Саратовской области перевели завод твёрдых преобразователей (будущий «Электровыпрямитель»), созданный в 1941 году на базе эвакуированных ленинградских заводов и лаборатории ЛФТИ. Около 17 тысяч жителей города воевали на фронтах Великой Отечественной войны, более 8 тысяч из них погибли.
В послевоенные годы в городе были созданы новые отрасли промышленности: электротехнической, машиностроительной, медицинской, пищевой промышленности, производства строительных материалов. Так, в 1950-е годы созданы завод железобетонных конструкций, асфальтобетонный, инструментальный, кабельный, кирпичный, мотовозоремонтный, электроламповый, приборостроительный, экскаваторный, автосамосвальный заводы, завод медпрепаратов, фабрика декоративных тканей, мясокомбинат. В это же время был сформирован городской центр: улицей Гражданская (ныне проспект Ленина) была соединена Советская площадь с железнодорожным вокзалом. Здесь разместились 4-этажные жилые здания, школа руководящих колхозных кадров, Дом Союзов (С. О. Левков, 1957 г.), Дом политпросвещения (С. О. Левков, 1953 г.), музыкально-драматический театр (М. С. Гельфер, 1961 г.), выполненные в неоклассических формах. В конце 1950-х гг. в Саранске утвердилась эстетика утилитаризма и минимализма, а в планировках микрорайонов и архитектуре зданий преобладала функциональность. Так, в городе была решена жилищная проблема; в 1959 году обеспеченность жилой площадью составила 3,7 м² на человека.
В 1960-м году было начато строительство новых жилых районов города: северо-западного (в настоящее время известен как Светотехстрой) и юго-западного. Саранск был включён в систему газоснабжения с помощью газопровода Саратов — Горький. В 1965 году в городе появились первые троллейбусы. Продолжалось промышленное и культурное развитие Саранска. К 1970—80-м годам XX века город превратился в развитый индустриальный центр.

### Современность
В конце XX века в Саранске произошли большие экономические и политические преобразования.
7 декабря 1990 года Мордовская АССР была преобразована в Мордовскую Советскую Социалистическую республику, Саранск остался её столицей. В 1991 году город стал столицей Республики Мордовия.
Экономический подъём в начале 2000-х, наблюдавшийся в России, отразился и на Саранске. В последнее время получила значительное развитие городская инфраструктура. Строится новый стадион «Юбилейный», нескольких крупных жилых кварталов, гостиниц и других объектов. Идёт строительство двух кольцевых дорог и прямой трассы между пгт Николаевка и одной из центральных артерий города — улицей Полежаева.
19 июля 2007 года в столице Мордовии состоялся международный фестиваль «Шумбрат, Финно-Угрия!». 12 июня 2011 года прошло празднование 370-летия со дня основания города, а 23 по 25 августа 2012 года — празднование 1000-летия единения мордовского народа с народами России.
В Саранске регулярно проводятся спортивные мероприятия. 8 и 9 сентября 2011 года прошёл международный спортивный форум «Россия — спортивная держава». В мае 2012 в городе прошёл 25-й кубок мира ИААФ по спортивной ходьбе, который собрал участников из 62 стран, что стало рекордом. 29 сентября 2012 года Саранск был официально включён в список городов, в которых пройдут матчи чемпионата мира по футболу 2018 года.
Начиная с 2004 года Саранск участвует во всероссийском конкурсе «Самый благоустроенный город России». За это время 4 раза город становился обладателем диплома II степени и 2 раза — III степени. В 2012 году Саранск занял первое место в конкурсе и стал по итогам 2011 года обладателем звания «Самое благоустроенное городское поселение России» среди городов I категории.
В 2017 году в Саранске появился первый в России проспект, названный в честь Российской армии. Решение о переименовании проспекта Юбилейного в проспект Российской Армии в Саранске принял Совет депутатов городского округа Саранск на ноябрьской сессии. Проспект проходит вдоль строящегося микрорайона «Юбилейный» и выходит к стадиону «Мордовия Арена», где в 2018 году прошли матчи ЧМ по футболу.
С 14 по 28 июня 2018 года Саранск принял четыре матча чемпионата мира по футболу на стадионе «Мордовия Арена».

## Население
| 1856     | 1897     | 1913     | 1926     | 1931     | 1933     | 1939     |
| -------- | -------- | -------- | -------- | -------- | -------- | -------- |
| 5400     | ↗15 000  | ↗16 800  | ↘15 000  | ↗20 221  | ↗28 500  | ↗41 146  |
| 1959     | 1967     | 1970     | 1973     | 1975     | 1976     | 1979     |
| ↗91 034  | ↗154 000 | ↗190 575 | ↗214 000 | ↗242 000 | →242 000 | ↗263 337 |
| 1982     | 1985     | 1986     | 1987     | 1989     | 1990     | 1991     |
| ↗286 000 | ↗297 000 | →297 000 | ↗323 000 | ↘312 128 | ↗316 000 | ↗320 000 |
| 1992     | 1993     | 1994     | 1995     | 1996     | 1997     | 1998     |
| ↗322 000 | ↘321 000 | ↘320 000 | →320 000 | →320 000 | ↘319 000 | ↘318 000 |
| 1999     | 2000     | 2001     | 2002     | 2003     | 2004     | 2005     |
| ↘316 600 | ↘314 800 | ↘313 200 | ↘304 866 | ↗304 900 | ↘301 500 | ↘299 200 |
| 2006     | 2007     | 2008     | 2009     | 2010     | 2011     | 2012     |
| ↘297 100 | ↘295 400 | ↘295 300 | ↗296 054 | ↗297 415 | ↘297 400 | ↗297 924 |
| 2013     | 2014     | 2015     | 2016     | 2017     | 2018     | 2019     |
| ↗298 287 | ↗299 195 | ↗302 285 | ↗307 698 | ↗314 789 | ↗318 841 | ↘318 578 |
| 2020     | 2021     | 2023     | 2024     | 2025     |          |          |
| ↗320 612 | ↘314 871 | ↘312 252 | ↘310 898 | ↘309 349 |          |          |

На 1 января 2025 года по численности населения город находился на 64-м месте из 1124 городов Российской Федерации.
На миграционную привлекательность города влияют 3 группы факторов: экономические условия, социальные связи и культурные особенности. Однако привлекательность Саранска в большей степени зависит не от конкретных условий, а от внешней конъюнктуры и обуславливается системной совокупностью ряда факторов, включая политическую обстановку и природные условия.

## Административное устройство

### Административное деление

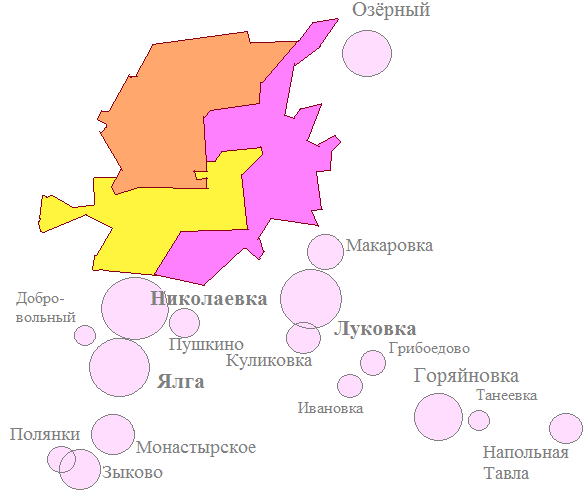
Районы Саранска
Ленинский
Октябрьский
Пролетарский

Саранск делится на три района:
1. Ленинский (103 628[81]),
2. Октябрьский (142 452[82]),
3. Пролетарский (90 565[81]).

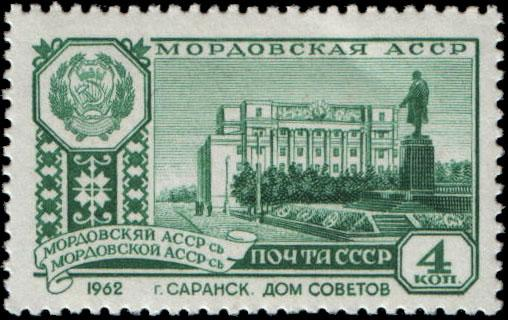
Почтовая марка, 1962 год. Мордовская АССР. Саранск. Дом Советов

Саранск является городом республиканского значения, которому (Октябрьскому району) подчинены 3 рабочих посёлка (пгт) и 13 сельских населённых пунктов; в рамках организации местного самоуправления город вместе с подчинёнными населёнными пунктами образует городской округ Саранск.
Кроме районов, существует неофициальное разделение города на части, микрорайоны, жилые массивы.

### Органы власти

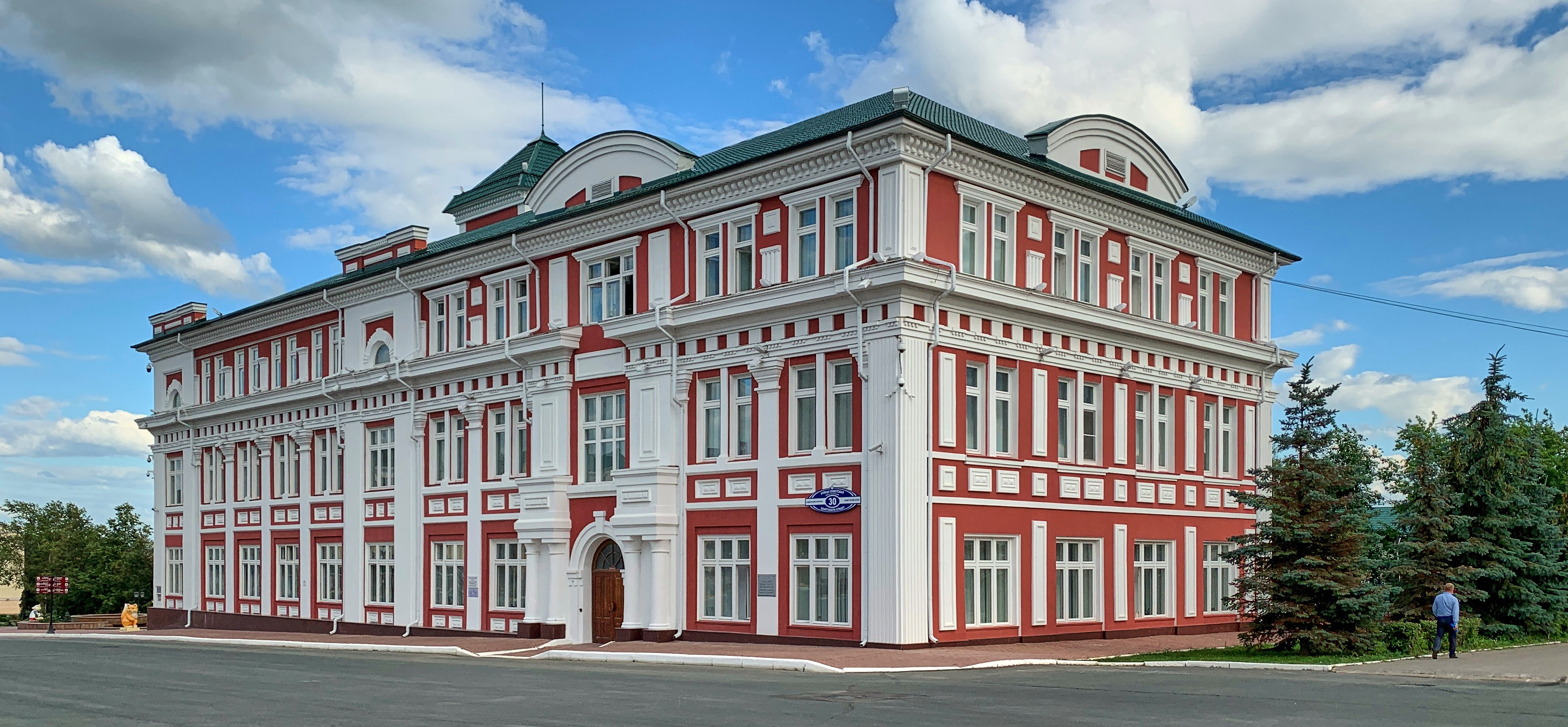
Здание главы городского округа Саранск

Высшим должностным лицом является глава городского округа Саранск, избираемый депутатами на сессии Совета депутатов городского округа Саранск сроком на 5 лет.
19 июня 2012 года главой Администрации городского округа Саранск был назначен Пётр Николаевич Тултаев, занимавший затем должность до 24 сентября 2021 года: досрочно сложил полномочия, в связи с избранием в депутаты Госсобрания Республики Мордовия.
29 декабря 2021 года на сессии депутатов горсовета главой Саранска был избран Игорь Юрьевич Асабин. 14 апреля 2025 года на очередной сессии депутатов главой городского округа был избран Владимир Викторович Быков.
В Саранске располагается резиденция Главы Республики Мордовия и Правительства Республики Мордовия — Дом Республики.

## Внешние связи
По информации официального портала городского округа у Саранска три города-побратима:
- Ботевград, Болгария (с 1979[источник?]);
- Гожув-Велькопольский, Польша (с 1980[источник?]);
- Серадз, Польша (с 1980[источник?]).

В ноябре 2018 года между Саранском и Ульяновском было подписано соглашение о сотрудничестве в жилищно-коммунальной, социальной и культурной сферах.
По сообщениям ряда СМИ, 15 октября 2024 года ещё одним городом-побратимом Саранска стал китайский город Чжэньцзян.

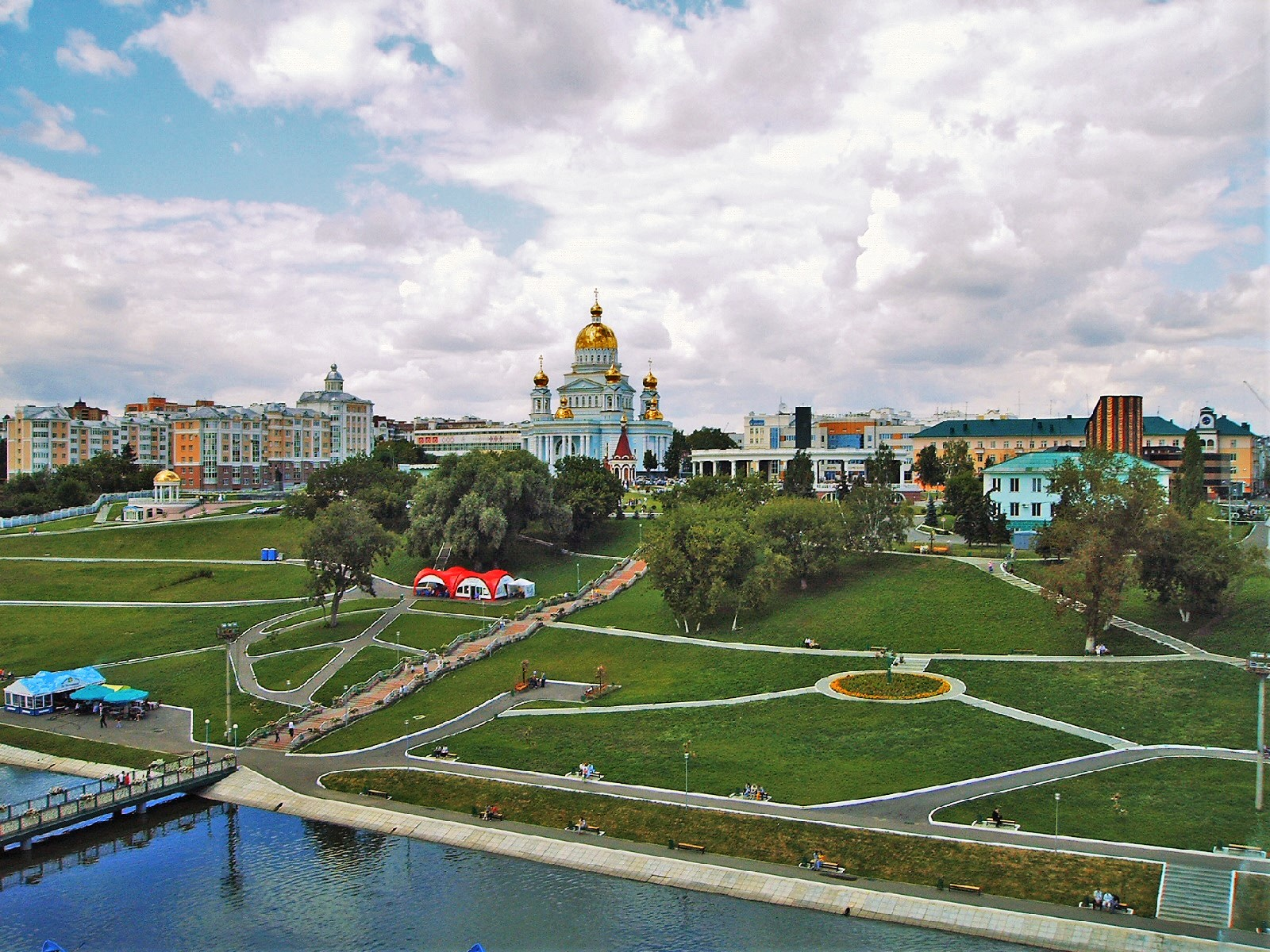
Вид на набережную реки Саранки, 2010 г.

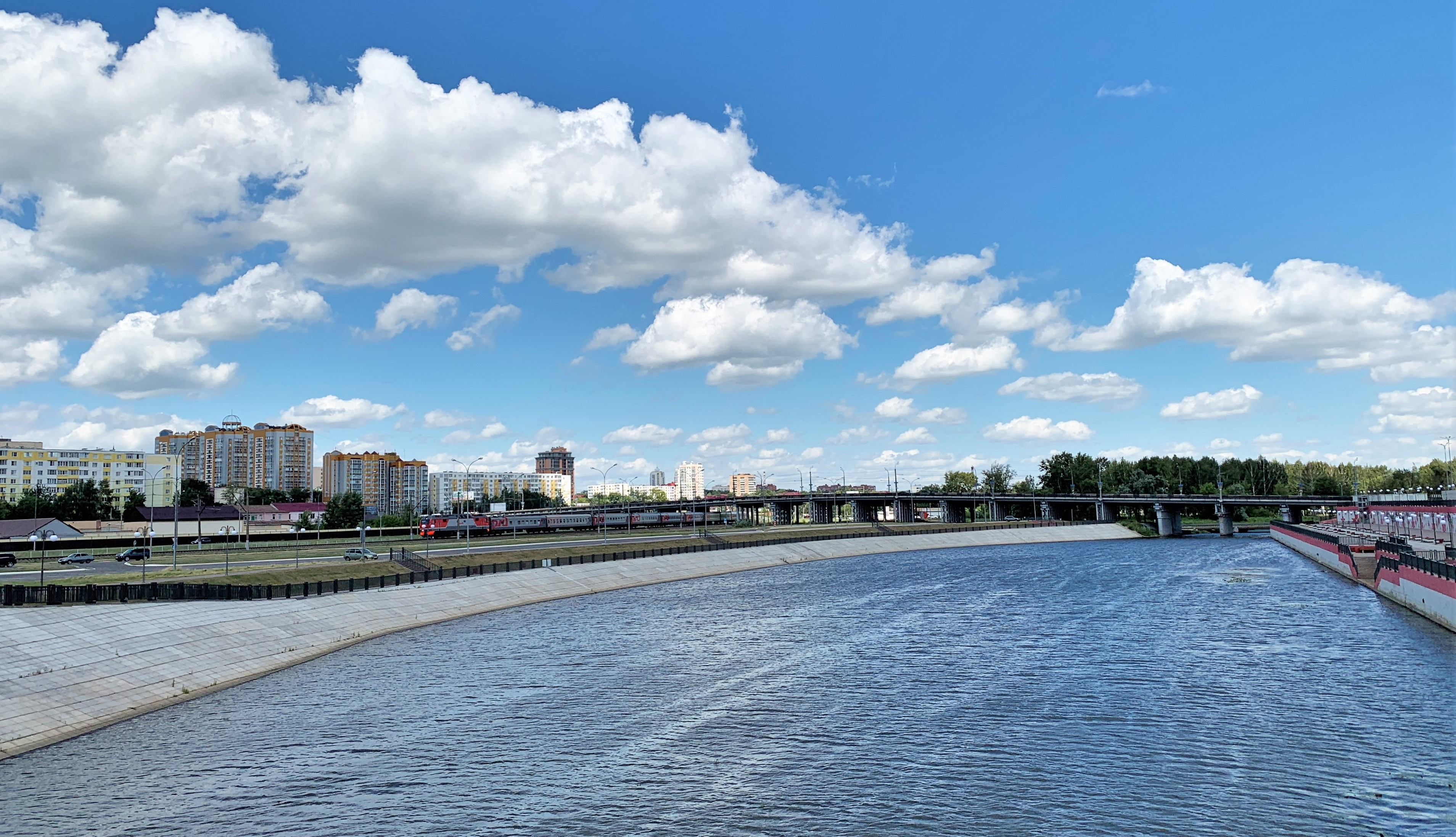
Вид на набережную реки Инсар, 2020 г.

В годы войны 50 солдат из Мордовии пали в боях под Калинковичами в ходе Калинковичско-Мозырской операции 14 января 1944 года.
В честь городов-побратимов в Саранске названы три улицы: Ботевградская (Центр), Гожувская (Химмаш), Серадзская (Юго-Запад). На Ботевградской улице установлен памятник Христо Ботеву — болгарскому поэту и патриоту, построен торговый комплекс «Ботевград».

## Экономика
Ведущая отрасль промышленности: машиностроение, представленное электротехнической и автомобильной подотраслями. Промышленность близлежащих райцентров (Лямбирь, Кочкурово, Ичалки) занята, в основном, переработкой сельскохозяйственного сырья.
Основные отрасли промышленности
- машиностроение, металлообработка и приборостроение (ООО «Саранский завод точных приборов», «Медоборудование», «Орбита», Саранский приборостроительный завод, «Сарансккабель», ООО «ЭМ-Пласт», «Сура», «Электровыпрямитель», ПО «Искра», Саранский механический завод);
- светотехническая промышленность ООО «Лисма», АО «Оптиковолоконные системы»;
- электроэнергетика (ПАО "Концерн «Мордовская ГРЭС», Саранская ТЭЦ-1, Саранская ТЭЦ-2, филиал ПАО «Россети Волга» — «Мордовэнерго»);
- цветная металлургия (ООО «Мордоввторсырьё», производство вторичных алюминиевых сплавов);
- чёрная металлургия (ООО «ВКМ-Сталь» (ранее известный как ГУП «Саранский литейный завод», не производит продукцию чёрной металлургии), входит в состав холдинга РМ Рейл (RM Rail));
- химическая (ПАО «Биохимик», ПАО "Саранский завод «Резинотехника»);
- станкостроение (ПАО «Станкостроитель»);
- производство РЛС «Воронеж-ДМ» (ПАО «Саранский телевизионный завод»);
- лесная и деревообрабатывающая промышленность (ГП «Мордовлестоппром», ПАО «Мирта» (мебель), ООО «Оримэкс» (столы и стулья из дуба), «Теплоизоляция»);
- производство стройматериалов (ПАО «ЖБК-1», ПАО «Саранский завод лицевого кирпича»);
- лёгкая промышленность (ПАО «Саранская швейная фабрика», «Сартекс», «Мордовские узоры»);
- пищевая промышленность (ПАО "Консервный завод «Саранский», саранский филиал ПАО «Сан ИнБев» (производство пива), ПАО «Мордовспирт», кондитерская фабрика ПАО «Ламзурь», масло- и молокозаводы (ПАО "Молочный комбинат «Саранский»), ПАО «Саранский комбинат макаронных изделий», АО «Хлебозавод», АО "Мясоперерабатывающий комплекс «Саранский» и др.).

В рейтинге инновационного развития субъектов Российской Федерации за 2016 год в ежегодно составляемом Высшей школой экономики, Мордовия занимает 4 место, уступая лишь Татарстану, Москве и Санкт-Петербургу. Во многом такому результату способствовало развитие в регионе промышленных кластеров волоконной оптики и светотехники. Новый кластер стал одним из победителей приоритетного проекта по линии минэкономразвития России «Развитие инновационных кластеров — лидеров инвестиционной привлекательности мирового уровня».

## Транспорт

### Железнодорожный транспорт
Железнодорожная станция Куйбышевской железной дороги — Саранск I, электрифицированная на постоянном токе. В 2009 году введено в эксплуатацию новое здание железнодорожного вокзала. В городе также имеются железнодорожные станции Ялга, Саранск II и остановочные пункты Посоп и 30 км, используемые для остановки пригородных поездов на Рузаевку и Красный Узел.

### Автомобильный транспорт
Саранск находится на пересечении автомобильных магистралей М5 «Урал», подъезд к г. Саранску; Р158 Нижний Новгород — Арзамас — Саранск — Исса — Пенза — Саратов; Р178 Саранск — Сурское — Ульяновск; Саранск — Рузаевка — Пайгарм. От главного направления дороги М5 «Урал» город находится на расстоянии 180 километров.
В рамках подготовки к чемпионату мира по футболу в Саранске построили дорогу до аэропорта и начали строительство транспортной развязки, обеспечивающей подъезд к аэропорту. Протяжённость новой трассы в аэропорт составила 3,5 км. Часть дороги была подвергнута реконструкции, а часть была возведена заново. Общая протяжённость обхода Саранска составляет 17,5 км. Здесь обустроено две полосы движения, в состав дороги входят три транспортных развязки, пять мостов и четыре путепровода. Дорога построена для разгрузки центральной части города и для соединения федеральной автодороги с дорогами регионального значения.
В 2023 году была открыта скоростная трасса М12 «Москва — Казань», что улучшило транспортную доступность Саранска: среднее время пути на автомобиле от Москвы сократилось с 9 до 6,5 часов.

### Городской транспорт
Городской транспорт представлен муниципальными (большой и особо большой вместимости) и частными (малой вместимости) автобусами, троллейбусами, маршрутными микроавтобусами и такси. В рамках подготовки Саранска к чемпионату мира по футболу был обновлён парк муниципальных автобусов и троллейбусов и были списаны старые машины. Выпуск на линию стал меньше, хоть парки и получили новые машины. Маршрутное такси представляют частные перевозчики на микроавтобусах отечественного и импортного производства.

### Аэропорт
В Саранске находится международный аэропорт федерального значения Саранск (IATA: SKX, ICAO: UWPS).
В январе 2017 года аэропорт был закрыт на реконструкцию до конца года, в связи с проведением в Саранске матчей чемпионата мира по футболу 2018. После реконструкции взлётно-посадочная полоса усилена асфальтобетоном. Построены и введены в эксплуатацию постоянный терминал пропускной способностью 300 пассажиров в час для внутренних рейсов (600 пассажиров в час в период чемпионата мира по футболу 2018), и временный терминал для международных рейсов пропускной способностью 360 пассажиров в час.
Аэропорт допущен на приём самолётов Boeing 737 CL\NG и Airbus A-319\320\321.
В 2018 году аэропорт принял первый регулярный рейс после реконструкции.
До терминала международного аэропорта Саранск можно добраться на автомобиле, на общественном транспорте или на такси.
| - Железнодорожный вокзал в Саранске - Аэропорт Саранска - Троллейбус на улице Победы в Саранске |

## Образование и наука

### Образование
- Мордовский государственный университет имени Н. П. Огарёва;
- Мордовский государственный педагогический университет имени М. Е. Евсевьева;
- Саранский кооперативный институт — филиал Российского университета кооперации;
- Мордовский гуманитарный институт;
- Саранский филиал Современной гуманитарной академии;
- Саранский государственный промышленно-экономический колледж;
- Средне-Волжский институт — филиал Всероссийского государственного университета юстиции;
- Филиал Волго-Вятской академии государственной службы;
- Саранский электромеханический колледж;
- Саранский медицинский колледж;
- Саранский техникум энергетики и электронной техники имени А. И. Полежаева;
- Саранский политехнический техникум;
- Саранское художественное училище имени Ф. В. Сычкова;
- Саранский техникум пищевой и перерабатывающей промышленности;
- Саранское музыкальное училище имени Л. П. Кирюкова;
- Саранский автомеханический техникум;
- Саранский строительный техникум;
- Саранский техникум сферы услуг и промышленных технологий;
- Саранская духовная семинария.

### Наука
Научные и научно-исследовательские учреждения:
- Саранский филиал Научно-исследовательского института технической физики и автоматизации (СФ АО «НИИТФА»);
- Научный центр социально-экономического мониторинга;
- НИИ гуманитарных наук при Правительстве Республики Мордовия;
- НИИ источников света имени А. Н. Лодыгина;
- НИИ силовой полупроводниковой техники;
- НИИ дальней радиосвязи (опытное производство)[95];
- НИИ регионологии;
- Мордовский республиканский институт образования;
- Интернет-дом (от федерации интернет-образования);
- Мордовский центр научно-технической информации — филиал ФГБУ «РЭА».

Также:
- 12 сентября 2008 года премьер-министром Российской Федерации Владимиром Путиным подписано распоряжение о создании в Республике Мордовия технопарка в сфере высоких технологий, который будет размещён в г. Саранске;
- Институт физики и химии МГУ им. Н. П. Огарёва (На химическом отделении Института Физики и Химии на основе новой специальности 02.00.16 «Медицинская химия» и специализации «Медицинская химия» совместно с кафедрой фармакологии Медицинского института МГУ им. Н. П. Огарёва была открыта лаборатория физиологически активных органических веществ. На данный момент на базе лаборатории активно ведётся синтез и исследование новых физиологически активных веществ и лекарств.)

## Общество

### Религия
В Саранске христианская и исламская культуры успешно сосуществуют друг с другом. Большинство верующего населения исповедует христианство, вторая по численности религия — ислам, приверженцы остальных вероисповеданий немногочисленны.
В настоящее время[когда?]

 на территории города действует свыше 24 религиозных учреждений: 20 православных церквей и монастырей, кафедральный собор, соборная мечеть, синагога, лютеранский приход и другие.
Русская православная церковь
- Управление Мордовской митрополии

До революции здесь располагалась библиотека Спасского кафедрального собора, разрушенного в советские годы. После передачи здания Церкви в 90-х годах прошлого века в нём разместилось епархиальное управление Саранской епархии, а с образованием Мордовской митрополии — управление митрополии
- Кафедральный собор святого праведного воина Феодора Ушакова

Решение о строительстве храма было принято в 2001 году после канонизации святого праведного воина Феодора Ушакова. 6 марта 2002 года был утверждён эскизный проект собора. 8 мая 2002 года был совершён молебен и освящено место под строительство собора. 9 сентября 2004 года состоялась церемония закладки капсулы с мощами в фундамент строящегося храма. Строительство собора было закончено к середине 2006 года. 5 августа 2006 года во время визита в Саранск Святейший Патриарх Московский и всея Руси Алексий II совершил освящение собора во имя святого праведного воина Феодора Ушакова. Кафедральный собор города Саранска является одним из самых больших храмов России и самым высоким в Поволжье. Его высота составляет 63 метра. Собор может вместить 3 тысячи молящихся (общая площадь — 900 м².). На четырёх звонницах размещены 12 колоколов, самый большой из которых весит 6 тонн. Одна из главных святынь собора — ковчег с частицами мощей святого праведного воина Феодора Ушакова. В соборе хранятся частицы мощей многих иных святых.
- Храм Казанской иконы Божией Матери

Место под строительство храма было освящено 23 декабря 2000 года. Его возведение началось летом 2001 года и велось на средства, выделяемые из республиканского, городского и районного бюджета, пожертвования крупных промышленных предприятий республики и частных благотворителей. Имена жертвователей начертаны на кирпичах, из которых выложены стены храма. 13 марта 2005 года был совершён молебен и освящён цокольный этаж храма, где на следующий день состоялось первое богослужение. 12 июня 2010 года митрополит Саранский и Мордовский Варсонофий совершил чин освящения колоколов (самый большой из них весит около 4 тонн). 21 июля 2011 года Святейший Патриарх Московский и всея Руси Кирилл совершил чин великого освящения храма в честь Казанской иконы Божией Матери города Саранска и Божественную литургию в новоосвящённом храме.
- Церковь Иоанна Богослова  памятник архитектуры (федеральный)

Церковь построена в 1693 году в Стрелецкой слободе Саранска на месте стоявшей там ранее деревянной церкви. Впоследствии перестраивалась в XVIII веке, в результате чего у церкви появились приделы. В 1810-х годах к церкви была пристроена колокольня. В течение короткого периода в 1930-е — 1940-е годы церковь была закрыта, затем вновь открыта в 1946 году, долгое время оставаясь единственным действующим православным храмом Саранска. Служила вторым кафедральным собором Пензенской и Саранской епархии (первый находился в Пензе). Является самым старым сохранившимся зданием Саранска. С 1991 по 2006 год выполняла функции кафедрального собора Саранской и Мордовской епархии.
- Церковь Троицы Живоначальной  памятник архитектуры (местного значения)

Второе название церкви — Троицкая. Самая старая часть церкви построена в 1700 году, окончательно её строительство завершено в 1771 году. Церковь неоднократно перестраивали — дополняли приделами, соорудили деревянную часовню, возвели колокольню, трапезную и каменную ограду с металлическими решётками. В 1896 году при церкви открылась церковно-приходская школа, одна из лучших в губернии. Троицкая церковь была закрыта 20 октября 1931 года. Некоторое время она пустовала, но к концу 1930-х гг. была отдана под столярную мастерскую. В 1943 году здание было передано протезно-ортопедической мастерской. В 1990-х гг. бывший храм вернули епархии и он вновь открылся для прихожан.
- Церковь Рождества Христова

Построена в 1745 году.
- Церковь Рождества Пресвятой Богородицы  памятник архитектуры (федеральный)

Второе название церкви — Успенская. Построена в первой половине XVIII века.
- Церковь Николая Чудотворца  памятник архитектуры (местного значения)

Второе название церкви — Никольская. Она была построена в середине XIX века (между 1840 и 1850 гг.) и считалась пригородной. Она не является оригинальной, поскольку выполнена по типовому проекту 1838 года. До революции называлась Петропавловской. В годы советской власти была закрыта. В 1970-х гг. её отреставрировали и разместили в здании музей редкой книги. С начала 1990-х гг. снова стала церковью.
- Церковь Рождества Иоанна Предтечи

Построена в 1800 году. В настоящий момент при церкви располагается духовное училище.
- Храм святых равноапостольных Кирилла и Мефодия

25 августа 2012 совершён чин освящения закладного камня в основание храма
- Часовня Александра Невского

Часовня освящена 3 августа 2000 года Алексием II. Возведена в память о жителях Мордовии, погибших в войнах, бедствиях и катастрофах.
Ислам
- Центральная соборная мечеть
- Мечеть «Ихсан» в микрорайоне «Заречный»
- Соборная мечеть «Ускудар» в микрорайоне «Светотехстрой»

### Здравоохранение
В городе 65 амбулаторно-поликлинических учреждений, 34 стоматологических клиники, 9 диспансера разного профиля, 6 станций скорой помощи.
По состоянию на 2019 год уровень здравоохранения в городе растёт по ряду показателей остаётся лучшим в России. С 2012 года происходит активная модернизация медицинского оборудования и осуществляется программа по повышению качества по проведениям диспансеризации населения, строятся новые и модернизируются старые здания медицинской помощи.

### Преступность
В 2017 году на территории Саранска зарегистрировано 3659 преступлений. Всего в городе совершено 46 % преступлений от общего числа преступлений, зарегистрированных в республике.
По сравнению с 2016 годом снижение числа зарегистрированных преступлений составило 3,1 % (в республике 6,3 %). В Пролетарском районе города отмечается снижение количества зарегистрированных преступлений на 10,2 %, в Ленинском районе — на 2,7 %, в Октябрьском районе — рост количества зарегистрированных преступлений на 2,1 %.
На 7,9 % сократилось количество зарегистрированных преступлений, совершённых в общественных местах (удельный вес 38,1 %), в том числе на улице — на 9,2 % (удельный вес 24,6 %).
По результатам расследования уголовных дел установлено, что число преступлений, совершённых в состоянии алкогольного опьянения, снизилось на 16,6 %, их доля в структуре преступности составила 30,6 %. В то же время на 7,9 % возросло число преступлений, совершённых лицами, ранее совершавшими преступления; на 7,7 % увеличилось количество преступлений, совершённых лицами, не имеющими постоянного источника дохода.
В городе зарегистрировано 579 преступлений, связанных с незаконным оборотом наркотиков (рост на 21,6 %, удельный вес 15,8 %), 360 преступлений экономической направленности (снижение на 22,2 %, удельный вес 9,8 %), 430 фактов мошенничества (снижение на 4 %, удельный вес 11,8 %), 950 краж (снижение на 6,5 %, удельный вес 26 %). Тяжкий вред здоровью причинён 94 лицам, в том числе 29 — при ДТП.

## Культура

### СМИ
В Саранске телевидение остаётся главным источником информации и развлечений. Согласно статистике телевизор смотрят около 65 % населения города. В Саранске работают три телерадиокомпании. Две государственных — ГТРК «Мордовия» (филиал ВГТРК), «Народное телевидение Мордовии», и одна частная — «ТелеСеть Мордовии» (10 канал). Начавшая вещание 8 апреля 2002 года сначала в партнёрстве с РЕН ТВ, «ТелеСеть Мордовии» быстро привлекла интерес зрителя своим профессионализмом и налаженным контактом с аудиторией. В 2024 году канал являлся самым популярным в городе среди региональных, его смотрели 15 % жителей Саранска.
События
- В 2006 году в городе прошёл VI национальный федеральный праздник Сабантуй.
- В 2007 году прошёл Международный фестиваль национальных культур финно-угорских народов «Шумбрат, Финно-угрия!».
- В 2012 году прошёл праздник федерального масштаба, отмечаемый во всей стране согласно Указу Президента РФ Д. А. Медведева от 11 января 2009 года «1000-летие единения мордовского народа с народами Российского государства»
- В 2016 году открылся Культурный центр им. Жерара Депардьё.
- В 2022 году в городе прошёл XII национальный федеральный праздник Сабантуй[103].

Театры

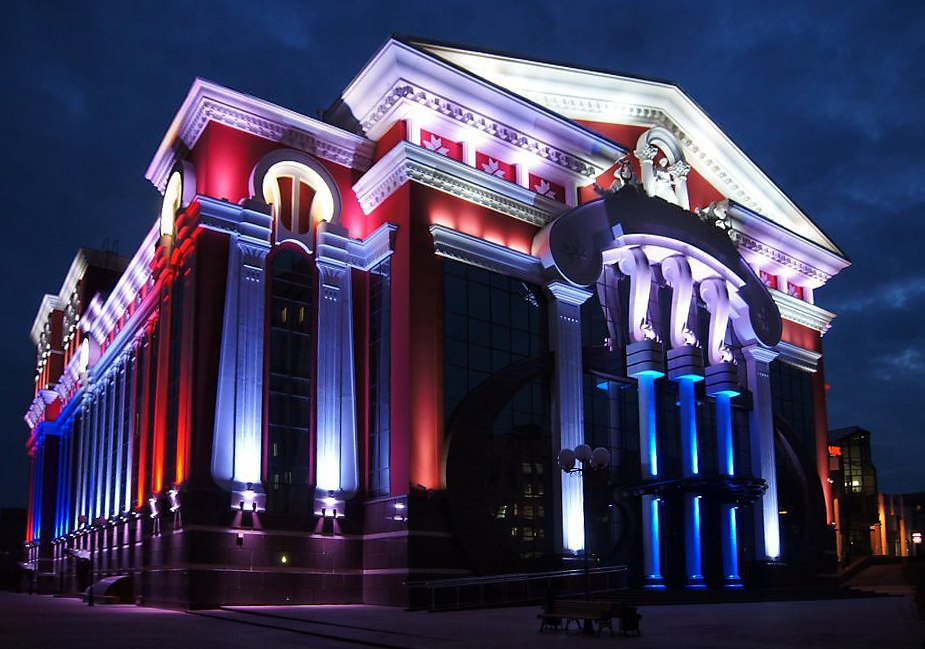
Государственный музыкальный театр имени И. М. Яушева

- Государственный русский драматический театр Республики Мордовия;
- Государственный театр кукол Республики Мордовия;
- Мордовский государственный национальный драматический театр;
- Государственный музыкальный театр имени И. М. Яушева Республики Мордовия;
- Театр «Крошка»;
- Культурный центр им. Жерара Депардьё

Музеи
- Мордовский республиканский музей изобразительных искусств им. С. Д. Эрьзи;
- Мордовский республиканский объединённый краеведческий музей имени И. Д. Воронина;
- Музей боевого и трудового подвига 1941—1945 гг.;
- Музей мордовской народной культуры;
- Музей А. И. Полежаева;
- Музей истории МГУ им. Н. П. Огарёва;
- Минералогический музей МГУ им. Н. П. Огарёва;
- Музей противопожарной пропаганды и общественных связей;
- Музей интернациональной дружбы;
- Музейно-этнографический комплекс «Мордовское Подворье».
- Музей копий памятников и скульптурных композиций г. Саранск[104].
- Музей двух фронтов (республиканский Дом молодёжи)[105].
- Музей истории светотехники (на базе предприятия «Лисма»[106].

В августе 2017 года в Саранске открылся Музейно-архивный комплекс в стиле классицизма с куполами, атриумом и смотровой площадкой, возводившийся с 2011 года. Общая площадь здания составляет 14 тысяч 778 квадратных метров, а стоимость строительства составила около 1 млрд 200 млн рублей, из которых 734 млн рублей — из федерального бюджета. Центральная часть здания отведена для Мордовского республиканского краеведческого музея имени Воронина, а его боковые крылья — для Центрального Госархива и Фондохранилища. На первом этаже расположены два выставочных зала, в том числе для произведений искусства из фондов музея изобразительных искусств имени Эрьзи, и Детский музей для проведения занятий по музейной педагогике, мастер-классов и выставок детских работ.
Библиотеки
- Национальная библиотека им. А. С. Пушкина;
- Научная библиотека имени М. М. Бахтина Мордовского госуниверситета;
- Мордовская республиканская детская библиотека;
- Централизованная городская библиотечная система для взрослых (центральная городская библиотека с 18 филиалами);
- Централизованная библиотечная система для детей (центральная городская детская библиотека имени Горького с 8 филиалами).

Филармония
- Республиканский дворец культуры.

Кинотеатры
- «Мадагаскар» в ТРЦ «Сити Парк»;
- «Россия» — Центр Жерара Депардьё.

## Спорт

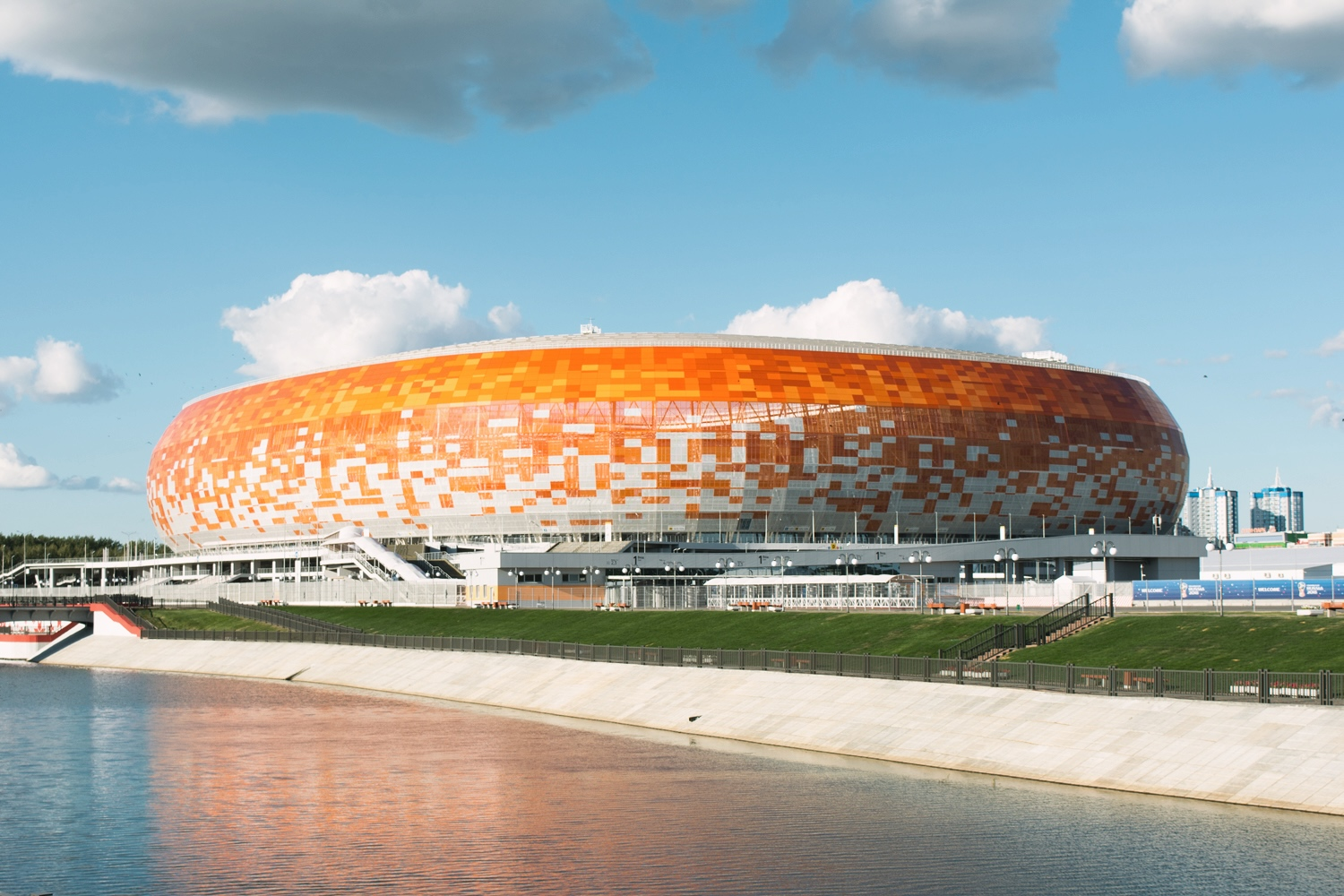
Стадион «Мордовия Арена»

Традиционный вид спорта в Саранске — спортивная ходьба. Имелся футбольный клуб «Мордовия». Весной 2012 года «Мордовия» выиграла первенство ФНЛ и впервые в истории вышла в элитный дивизион российского футбола — Премьер-лигу. В 2020 году «Мордовия» была расформирована. В сезоне 2021/2022 во втором дивизионе выступал ФК «Саранск». 12—13 мая 2012 года в городе прошёл Кубок мира по спортивной ходьбе.
В Саранске были проведены бои по боксу между профессионалами, бывшим чемпионом мира по версии WBC (2006—2008) Олегом Маскаевым и его оппонентами Ричем Боуффом и Джейсоном Гавером. В обоих поединках победа была присуждена Маскаеву.
В городе проводятся всероссийские соревнования в рамках этапа международных соревнований «Saransk Indoor» (велоспорт), зимняя спартакиада молодёжи, всероссийская летняя спартакиада школ, всероссийские соревнования по биатлону и др.
В городе функционируют такие крупные спортивные объекты, как Республиканский дворец спорта, Ледовый дворец, спорткомплекс «Мордовия», Гимнастический центр имени Леонида Аркаева, спортивные и фитнес-клубы, спортивные залы и секции. На территории города расположены крупные стадионы: «Старт» и «Мордовия Арена».
Объекты:
- Саранск Арена
- Спортивная школа Олимпийского резерва по лёгкой атлетике (с крытым футбольным манежом с полем 105×68 м);
- Спортивный комплекс «Мордовия»;
- Ледовый дворец Республики Мордовия;
- ОАО «Дворец Спорта»;
- Спортивный комплекс «Олимп»;
- Спортивно-развлекательный комплекс «Формула С»;
- Теннисный центр имени Шамиля Тарпищева;
- Лыжно-биатлонный комплекс Республики Мордовия;
- Стадион «Старт»;
- Дворец водных видов спорта;
- Стадион «Саранск»;
- ГБУ РМ ДОД «Специализированная детско-юношеская спортивная школа олимпийского резерва имени П. Г. Болотникова» (виды спорта: Лёгкая атлетика, бильярдный спорт, шорт-трек).
- Школа бокса имени Олега Маскаева;
- Стадион на 45 тысяч зрителей «Мордовия Арена», после чемпионата мира по футболу в 2018 году число мест — 30 тысяч[108];
- Гимнастический центр имени Л. Я. Аркаева;
- Конно-спортивный комплекс;
- ГБУ РМ ДОД «Специализированная детско-юношеская спортивная школа олимпийского резерва по велоспорту-ВМХ».

С 2013 года на территории Саранска началась реализация федеральной программы «Команда 2018».
Мордовия имеет большой опыт проведения спортивных мероприятий федерального и международного значения. В 2012 году в Саранске прошёл Кубок мира ИААФ по спортивной ходьбе.

### Чемпионат мира по футболу 2018
С 14 июня по 15 июля 2018 года Россия принимала чемпионат мира по футболу. Саранск стал одним из 11 городов России, принимающих этот крупный турнир. Столица Мордовии стала самым малонаселённым городом-организатором чемпионата. В рамках подготовки к событию были построены стадион, новые дороги и транспортные развязки, гостиницы и отели, реконструирован аэропорт и усовершенствована система общественного транспорта.
На стадионе «Мордовия Арена» состоялись четыре матча групповой стадии:
- 16 июня — Перу — Дания
- 19 июня — Колумбия — Япония
- 25 июня — Иран — Португалия
- 28 июня — Панама — Тунис

## Архитектура

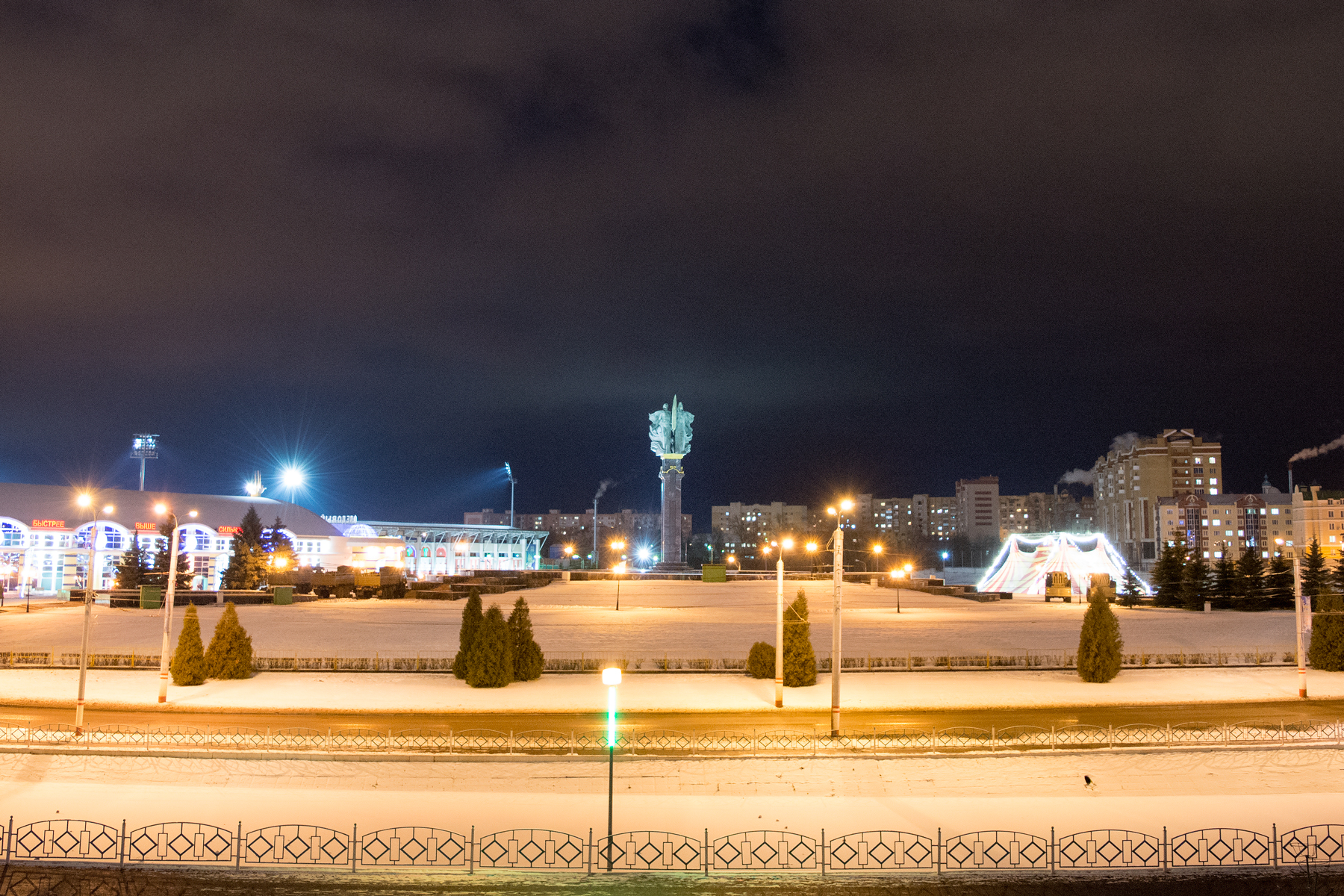
Монумент «Навеки с Россией»

Архитектурному облику Саранска присущи в определённой степени черты отечественной архитектуры всех основных этапов её развития. При этом определяющем в архитектурных решениях всегда были: законченность в градостроительном отношении застройки, стилевое архитектурно-художественное единство и использование объёмно-планировочных и пластических приёмов.
В Великую Отечественную войну Саранск был тыловым городом и не пострадал от боевых действий. Сражения Гражданской войны, поволжский фронт которой был одним из наиболее активных, также обошли город стороной (основные боевые действия разворачивались восточнее — в Симбирске и Сызрани). Однако за свою историю Саранск пережил несколько крупных пожаров, а также значительную реконструкцию в советский и постсоветский период. В этой связи в городе сохранилось мало исторических дореволюционных зданий. В то же время в Саранске имеется ряд объектов архитектуры сталинского и постсталинского периода: Дом Советов (1938), Дом Союзов (1957), жилой дом с часами на Советской улице (1940), трехэтажные жилые дома в стиле конструктивизм на проспекте Ленина (1935—1939).

### Планировка
Планировочная структура города представляет собой пять планировочных районов — Центральный район, три жилых района — Светотехника, Химмаш, пос. Ялга и крупный промышленный район. Центр Саранска сложился на месте впадения реки Саранки в реку Инсар преимущественно на левом берегу. Главными улицами здесь являются ул. Коммунистическая, ул. Советская, пр. Ленина, на которых располагается комплекс административных зданий. Центры остальных планировочных районов имеют линейный вид и расположены вдоль магистральных улиц или на их пересечениях.
Районы разделены лесными массивами, поймами рек, полосой отвода железной дороги и соединены между собой транспортными развязками. Доступность центрального района города общественным транспортом в интервале от 20 до 40 минут.
Центр Саранска во многом отличается застройкой общественными зданиями и жилыми домами по оригинальным проектам. Построек XIX века осталось довольно мало, доминируют строения советского периода, например, особо отличается здание Дома союзов (архитектор С.О. Левков). Первый этаж выполнен в виде цоколя с рустовкой. Угловая часть представляет собой парадный вход полукруглой формы с колоннадой на два верхних этажа. Эта часть здания увенчана большим куполом, возвышающемся над кровлей. Проекты архитектора С. О. Левкова воплощены во многих постройках Саранска советской эпохи, например, в зданиях – школа колхозных кадров на ул. Гражданской (Мордовский государственный университет, 1953 г.), Дом политпросвещения (музыкальная школа № 1, 1953 г.), Мордовпотребсоюз и др.

### Памятники архитектуры
- Церковь Иоанна Богослова (в 1991—2006 гг. — кафедральный собор Саранской епархии);
- Трёхсвятительская церковь (вторая половина XVIII века);
- Дом воеводы Каменицкого (конец XVII — начало XVIII веков), более известный как «Пугачёвская палатка» (по преданию, здесь Емельян Пугачёв устраивал пиршества; с высокого крыльца палатки читались его «царские манифесты»);
- Церковь святителя Николая, Архиепископа Мирликийского[113].

Среди памятников города достойны внимания:

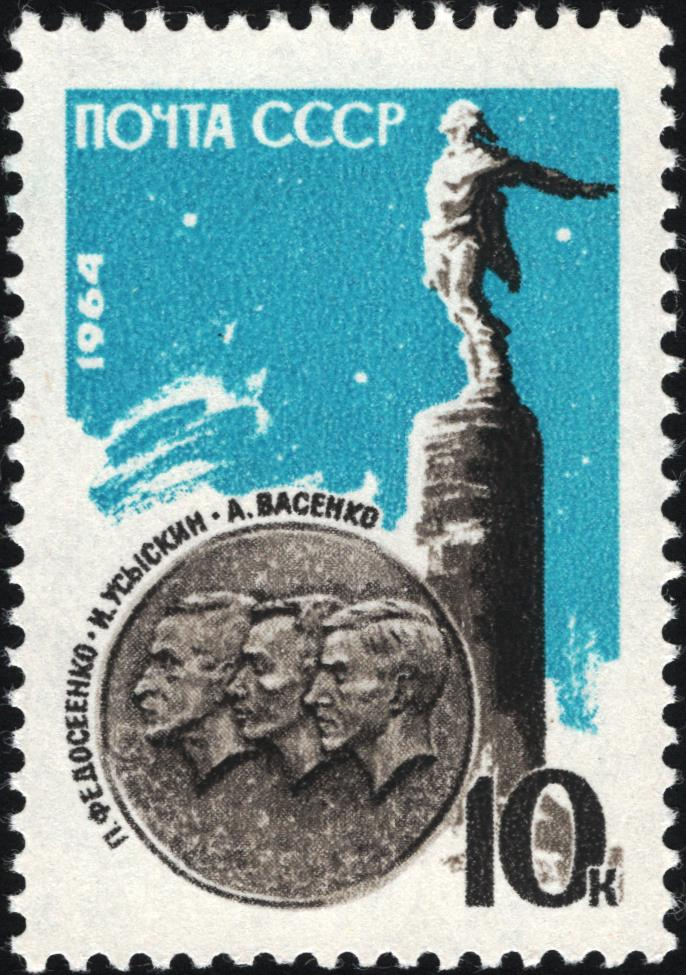
Почтовая марка СССР. 1964 г. Памяти советских стратонавтов. Памятник стратонавтам в Саранске.

- Монумент стратонавтам, посвящённый погибшему в 1934 году недалеко от Саранска экипажу стратостата «Осоавиахим-1»;
- Памятник солдатам Первой Мировой войны;
- Памятник «Навеки с Россией». В честь многовековой дружбы мордовского народа с русским и другими народами России;
- Памятник в честь поэта-революционера Николая Платоновича Огарёва;
- Памятник поэту А. И. Полежаеву, уроженцу села Рузаевка;
- Памятник адмиралу российского флота Ф. Ф. Ушакову;
- Памятник основателям Саранска;
- Памятник Патриарху Никону в честь 401-летия шестого патриарха Московского и Всея Руси (с 1652 по 1666 г.);
- Памятник А. С. Пушкину;
- Памятник святым Кириллу и Мефодию;
- Мемориал воинам Мордовии, павшим в годы Великой Отечественной войны 1941—1945 годов;
- Памятник жертвам политических репрессий;
- Памятник C. Д. Эрьзе, открытый 4 ноября 1996 года к 120-летию со дня рождения скульптора;
- Памятник к 120-летию культуролога Михаила Бахтина;

В Мордовском государственном университете им. Н. П. Огарёва долгое время работал известный филолог и философ М. М. Бахтин. В центре города находится построенный в 1980 году мемориально-скульптурный комплекс со скульптурными портретами, посвящёнными выдающимся деятелям Саранска.